# Titurel (poema)
Titurel è un racconto frammentato in  medio-alto tedesco scritto dal poeta tedesco Wolfram von Eschenbach dopo il 1217.
I frammenti che sopravvivono indicano che la storia sarebbe servita come prequel all'opera precedente di Wolfram, Parzival, approfondendo le storie dei personaggi di quell'opera e il tema del Graal.
Titurel è stato proseguito da un poeta successivo di nome Albrecht, che ha unito la storia insieme in un'opera generalmente conosciuta come "Jüngerer Titurel" (Il giovane Titurel).

## Trama
Il Parzival di Wolfram era un adattamento della incompiuta Storia d'amore francese Perceval o il racconto del Graal, di Chrétien de Troyes.
Titurel fornisce le retrostorie dei personaggi di Wolfram, principalmente il ferito Titurel, il re del Graal e i tragici amanti Sigune e Schionatulander.